# Bessarabischer Gemeinschaftsverband
Der Bessarabische Gemeinschaftsverband (auch Bessarabischer Gebetsverein genannt) wurde in der Nachkriegszeit von erweckten und pietistischen Kreisen bessarabiendeutscher Flüchtlinge gegründet. Der Name des Verbandes lautete seit 1974 Gemeinschaftsverband Nord-Süd. Zum 1. Januar 2010 fusionierte er mit dem Hannoverschen Verband landeskirchlicher Gemeinschaften.

## Geschichte
Innerhalb der evangelisch-lutherischen Kirche Bessarabiens gab es von Anfang an eine starke pietistische Fraktion, die sich – neben dem sonntäglichen Gottesdienstbesuch als Stundisten – in eigenen Gebets- und Bibelstunden versammelte. Ihr wurden etwa 8.000 Personen zugerechnet. Sie bewahrten ihre geistliche Prägung auch nach der 1940 erfolgten Umsiedlung aus Bessarabien (Heim ins Reich) und pflegten sie während des Zweiten Weltkriegs bei der Ansiedlung im Wartheland und in Westpreußen. Bessarabiendeutsche, die nach dem Krieg von dort nach Westdeutschland gelangten, gründeten im Dezember 1947 den Bessarabischen Gemeinschaftsverband. 1954 schloss sich diese Vereinigung dem Gnadauer Verband an.

## Weitere Entwicklungen
Der Wirkungskreis war zunächst auf den engen Kreis der bessarabischen Landsleute begrenzt. Vor allem in Norddeutschland (Raum Bremen) und in Süddeutschland (Baden-Württemberg) bildeten sich örtliche Versammlungen. Freizeiten wurden angeboten und missionarische Aktionen durchgeführt. Es entstanden kleinere diakonische Einrichtungen, darunter ein Freizeitheim in Hohenböken / Ganderkesee und ein weiteres in Schorndorf-Aichenbach.
Diese Aktivitäten führten dazu, dass schon in den 1950er und 1960er Jahren auch Kontakte zur ansässigen deutschen Bevölkerung und zu anderen Flüchtlingskreisen entstanden. 1974 trug man dieser Entwicklung Rechnung und benannte die Vereinigung in Evangelischer Gemeinschaftsverband Nord-Süd um. Er beschrieb sein Selbstverständnis so: „Uns verbindet der persönliche Glaube an Jesus Christus, die maßgebende Botschaft  der Bibel und der missionarische Auftrag Gottes an Menschen unserer Gegenwart. In einer Zeit um sich greifender Vereinzelung und Vereinsamung finden sie persönliche Gemeinschaft in überschaubaren Kreisen und  Gruppen.“
Anfang 2010 integrierte sich der Gemeinschaftsverband Nord-Süd nach einer anderthalbjährigen Vorbereitungsphase mit Gesprächen auf verschiedenen Ebenen in den Hannoverschen Verband Landeskirchlicher Gemeinschaften.

## Organisation
Geleitet wurde der Verband durch einen fünfköpfigen geschäftsführenden Vorstand. Die Geschäftsstelle des Verbandes befand sich zuletzt in Ganderkesee.
Der Gemeinschaftsverband war in Bezirke unterteilt, in denen regelmäßig sogenannte Gemeinschaftsstunden stattfanden. Orte der Zusammenkünfte waren häufig die Gemeindehäuser der örtlichen evangelischen Kirchengemeinden.
Der Nordbereich umfasste folgende Bezirke: Achim, Bokel-Cadenberge, Bookholzberg, Neu Wulmstorf und Schwanewede. Die Bezirke des Südbereiches hatten ihre Sitze in Schwäbisch Hall, Ludwigsburg und Reutlingen.
Durch drei regionale Besuchsdienste wurden die Bezirke pastoral betreut. Zwei Zeitschriften (Nord-Süd-Kontakt, Seniorenbrief) sowie überregionale Freizeitangebote dienten ebenfalls der Kontaktpflege unter den verstreut lebenden Mitgliedern des Gemeinschaftsverbandes.